# ヘンリー・ハーバート (第4代カーナーヴォン伯爵)
第4代カーナーヴォン伯爵ヘンリー・ハワード・モリニュー・ハーバート（Henry Howard Molyneux Herbert, 4th Earl of Carnarvon, PC, DL, FSA, FRS, DL、1831年6月24日 - 1890年6月29日）は、イギリスの政治家、貴族。
第3次ダービー伯爵内閣や第2次ディズレーリ内閣において植民地大臣を務めた。
1833年から1849年にかけてはポーチェスター卿（Lord Porchester）の儀礼称号を使用した。

## 経歴

### 生い立ち
1831年に後に第3代カーナーヴォン伯爵となるポーチェスター卿ヘンリー・ハーバートの長男として生まれる。母はヘンリー・ハワード＝モリニュー＝ハワード卿の娘ヘンリエッタ・アン（Henrietta Anna）。
1833年に祖父第2代カーナーヴォン伯爵ヘンリー・ハーバートが死去し、父が第3代カーナーヴォン伯爵位を継承。それに伴いカーナーヴォン伯爵家の嫡男の儀礼称号ポーチェスター卿を継承した。
イートン校を経て、1849年10月にオックスフォード大学クライスト・チャーチに入学した。同年12月に父の死去によりカーナーヴォン伯爵位を継承し、貴族院議員に列する。
カーナーヴォン卿は高教会の右派であり、保守党に所属した。1858年2月から1859年6月の間成立した第2次ダービー伯爵内閣では植民地省政務次官を務めた。

### 第3次ダービー伯爵内閣植民地大臣
1866年6月末に成立した第3次ダービー伯爵内閣に植民地大臣として入閣した。この在任中にカーナーヴォン卿はカナダ連邦の創設に主導的な役割を果たした。
しかしカーナーヴォン卿は選挙権拡大に慎重な保守派であり、首相ダービー卿と庶民院院内総務・蔵相ベンジャミン・ディズレーリが選挙法改正を推し進めようとしていることに反発していた。同じく選挙権拡大に反対しているインド大臣クランボーン子爵（後のソールズベリー侯）や陸相ジョナサン・ピール将軍とともに閣内から選挙法改正に反対した。彼らをなだめるためにディズレーリは穏健な改正案を作成するも、最終的には1867年3月2日の閣議でそれは廃され、原案通りの選挙法改正法案を議会に提出することが閣議決定されたため、これを不服としたクランボーン卿が辞職を表明し、カーナーヴォン卿とピール将軍もそれに倣って辞職した。
1868年2月にダービー伯爵の引退で成立した第一次ディズレーリ内閣にも入閣しなかった。この政権は長く続かず、11月の総選挙に保守党が敗北したことで下野し、12月には自由党政権のウィリアム・グラッドストン内閣が成立した。

### 第2次ディズレーリ内閣植民地大臣
4年以上の野党生活を送った末、1874年2月の総選挙で保守党が大勝し、再びディズレーリ内閣が発足する見通しとなった。相変わらずディズレーリと関係が良くなかったカーナーヴォン卿はこの内閣への入閣にも慎重姿勢だったが、盟友のソールズベリー卿が入閣を決意したため、彼も植民地大臣としての入閣を承諾した。ただし入閣中も首相ディズレーリとは距離を置いていた。

#### トランスヴァール併合
1877年4月のトランスヴァール共和国併合に植民地大臣として主導的役割を果たすことになった。
同国は英領南アフリカ（ケープ植民地）の北方にあるボーア人国家であるが、先住民の黒人の最大部族ズールー族としばしば対立していた。しかし財政難であり、政治も対英穏健派の大統領トマス・フランソワ・バーガーズと対英強硬派が鋭く対立して混乱していた。そのためズールー族にいつ征服されるか分からない国情であり、またドイツやフランス、ポルトガルと手を組む恐れも考えられた。
これを不安視していたカーナーヴォン卿は植民地大臣就任時からトランスヴァールと英国植民地を「南アフリカ連邦」として統合してズールー族に対して優位に立つことを考えていた。サー・ガーネット・ヴォルズリー将軍をナタール総督に任じて現地に派遣してトランスヴァールに連邦創設の説得にあたらせた。しかしトランスヴァールからの反応は芳しくなく、カーナーヴォン卿は同国を併合してしまうことを決意した。1876年7月にトランスヴァールと黒人部族ペディ族の間に戦争が勃発したのを好機として介入を開始し、1877年1月にはイギリス軍がトランスヴァール領へ進駐し、親英派のバーガーズ大統領やトランスヴァール議会と交渉の末に4月2日にトランスヴァール併合宣言にこぎつけた。
南アフリカの白人共同体を一つにまとめたイギリスはズールー族との決戦、ズールー戦争 へと向かっていく。

#### 露土戦争をめぐって
1877年4月、ロシア帝国とオスマン＝トルコ帝国の間に露土戦争が勃発した。イギリスにとってトルコはロシアのバルカン半島・地中海への南下政策の防波堤であったため、ディズレーリ首相は親トルコ政策をとったが、イギリス世論はトルコのキリスト教徒虐殺に強く憤慨しており、ディズレーリは国内で苦しい立場に立たされた。敬虔な高教会派であるカーナーヴォン卿もイスラム教国のトルコが大嫌いであり、彼は閣内で最も強硬に親ロシア反トルコ的立場をとり、対ロシア参戦に反対した。ソールズベリー卿やダービー卿（元首相ダービー卿の息子）も対ロシア参戦に反対し、カーナーヴォン卿と彼らは「反対派三卿」と呼ばれた。
12月にロシア軍がプレヴナを占領してコンスタンティノープルを窺うようになると、ディズレーリは対ロシア参戦の意を強め、1878年2月にベシカ湾のイギリス海軍にコンスタンティノープルへ向かうよう命令を下し、さらに600万ポンドの軍事費を議会に要求した。これに反発した親露派のカーナーヴォン卿は抗議のために辞職した。しかしカーナーヴォン卿よりは柔軟だったソールズベリー卿は閣内に留まり、ここで二人の盟友関係は終わった。

### その後
自由党政権の第二次グラッドストン内閣を挟んで1885年6月から1886年1月の短期間成立した第1次ソールズベリー卿内閣にはアイルランド総督として入閣した。この内閣はグラッドストン内閣倒閣で共闘したアイルランド国民党の閣外協力に頼っていたため、アイルランド問題への取り組みが必要だった。カーナーヴォン卿もアイルランド国民党党首のチャールズ・スチュワート・パーネルと折衝してアイルランド自治に前向きになった。だが首相ソールズベリー卿はアイルランド自治には慎重であり、カーナーヴォン卿の訴えは認められなかった。
第3次グラッドストン内閣を挟んで1886年7月に成立した第2次ソールズベリー卿内閣には、政権に反対していたわけではないが、入閣しなかった。

1890年に死去した。爵位は長男のジョージが継承した。

## 人物

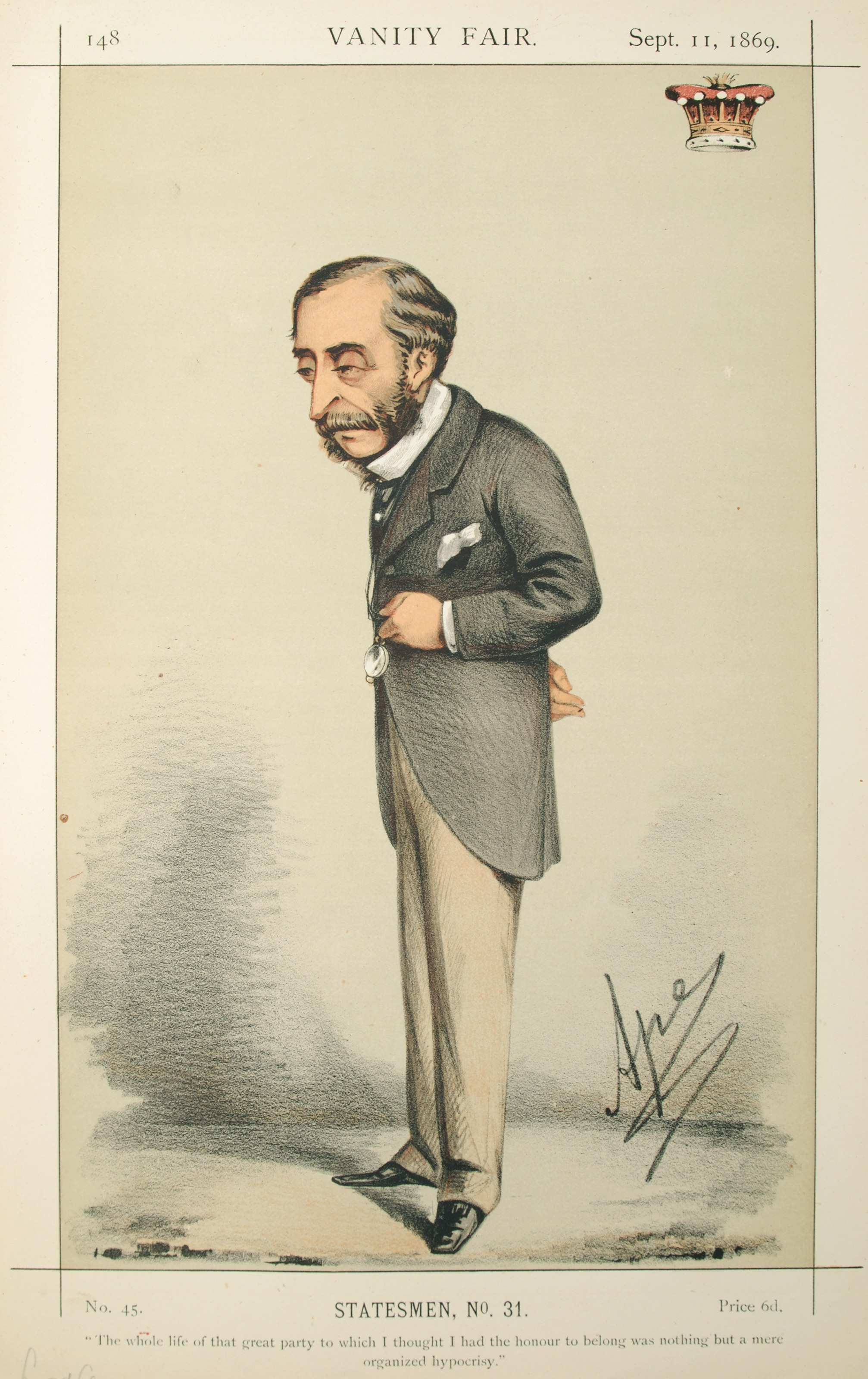
1869年の『バニティ・フェア』誌のカーナーヴォン伯爵の戯画。

敬虔な高教会派の国教徒だった。「おしゃべり屋」という渾名があった。
ヴィクトリア女王から頭の良い人物と評価されていたが、意地っ張りな面があり、そのためにしばしば孤立することになった。同じ高教会派のソールズベリー卿とは盟友であるが、彼との協調もあまり重視しなかった。ベンジャミン・ディズレーリからははっきりと不快感を持たれていた。
彼が植民地大臣をしていた頃から「帝国主義」という言葉が現れるようになったが、カーナーヴォン卿はこれは何を意味している言葉なのか真剣に考えた。そして以下の結論に達して、人によく聞かせるようになった。「帝国主義には二種類あり、一つは皇帝専制などの誤った帝国主義。もう一つは英国の帝国主義だが、これは平和を維持し、現地民を教化し、飢餓から救い、世界各地の臣民を忠誠心によって結び付け、世界から尊敬される政治体制である。帝国主義には確かに領土拡張を伴うが、英国のそれは弱い者イジメではなく、英国の諸制度と健全な影響を必要とあれば武力を用いてでも世界に押し広げていくことに他ならない。」。これは決してカーナーヴォン卿の独りよがりではなく、19世紀後半には政党や階級を越えて全イギリス国民の普遍的な考えになっていた。
ダブリンのトリニティ・カレッジの副学長を務める古典学者としても知られ、大学ではラテン語で演説を行うこともあった。1875年には王立協会フェローに選出されている。
フリーメイソンリーであり、1870年から1874年にかけてイングランド・連合グランドロッジの副グランドマスター(Deputy Grand Master)、1874年から1890年にかけてグランドマスター代理(Pro Grand Master)を務めた。

## 栄典

### 爵位
- 1849年、第4代カーナーヴォン伯爵（1793年創設グレートブリテン貴族爵位）[4]
- 1849年、第4代ポーチェスター男爵（1780年創設グレートブリテン貴族爵位）[4]

### 名誉職その他
- 1859年、民事法学博士号（DCL）（オックスフォード大学名誉学位）[4]
- 1864年、法学博士号（LLD）（ケンブリッジ大学名誉学位）[4]
- 1866年、枢密顧問官（PC）[4]
- 1875年、王立協会フェロー（FRS）[4]
- 1876年、ロンドン考古協会フェロー（FSA）[4]
- ノッティンガムシャー副統監（DL）[4]

## 家族
1861年に第6代チェスターフィールド伯爵の娘エヴェリン嬢（Lady Evelyn）と最初の結婚をし、彼女との間に息子1人（第5代カーナーヴォン伯爵となるジョージ）と娘3人を儲けたが、1875年に死別した。
1878年に伯父ヘンリー・ハワードの娘エリザベス・キャサリン（Elizabeth Catharine）と再婚。この後妻との間には息子2人を儲けている